# Società Sportiva Lazio 1947-1948
Questa voce raccoglie le informazioni riguardanti la Società Sportiva Lazio nelle competizioni ufficiali della stagione 1947-1948.

## Stagione
La Lazio nel campionato di Serie A 1947-1948 si classificò al decimo posto con 39 punti.

## Organigramma societario
Area direttiva
- Presidente: Andrea Ercoli, poi Renato Bornigia

Area tecnica
- Allenatore: Tony Cargnelli, da febbraio Orlando Tognotti

## Rosa
| N. |                    | Ruolo | Calciatore                   |
| -- | ------------------ | ----- | ---------------------------- |
|    | Italia (bandiera)  | P     | Corrado Giubilo              |
|    | Italia (bandiera)  | P     | Uber Gradella                |
|    | Italia (bandiera)  | D     | Francesco Antonazzi          |
|    | Italia (bandiera)  | D     | Emilio Carton                |
|    | Italia (bandiera)  | D     | Alessandro Ferri             |
|    | Italia (bandiera)  | D     | Sergio Piacentini            |
|    | Italia (bandiera)  | D     | Leandro Remondini            |
|    | Brasile (bandiera) | D     | Arsenio Rosalino Robespierri |
|    | Italia (bandiera)  | C     | Romolo Alzani                |
|    | Italia (bandiera)  | C     | Cesare Brunetti              |
|    | Italia (bandiera)  | C     | Flavio Cecconi               |
|    | Italia (bandiera)  | C     | Sergio Del Pinto             |

| N. |                      | Ruolo | Calciatore                    |
| -- | -------------------- | ----- | ----------------------------- |
|    | Argentina (bandiera) | C     | Enrique Flamini               |
|    | Argentina (bandiera) | C     | Salvador Gualtieri (capitano) |
|    | Argentina (bandiera) | C     | Julio Hernandez               |
|    | Italia (bandiera)    | C     | Mario Magrini                 |
|    | Italia (bandiera)    | C     | Luciano Ramella               |
|    | Italia (bandiera)    | C     | Franco Rosi                   |
|    | Italia (bandiera)    | A     | Costantino De Andreis         |
|    | Brasile (bandiera)   | A     | Orlando Fantoni IV            |
|    | Italia (bandiera)    | A     | Umberto Lombardini            |
|    | Italia (bandiera)    | A     | Romano Penzo                  |
|    | Italia (bandiera)    | A     | Aldo Puccinelli               |
|    | Argentina (bandiera) | A     | Salustiano Vidal              |

## Calciomercato
| Acquisti | Acquisti            | Acquisti      | Acquisti   |
| R.       | Nome                | da            | Modalità   |
| -------- | ------------------- | ------------- | ---------- |
| D        | Sergio Piacentini   | Sampdoria     | definitivo |
| D        | Leandro Remondini   | Modena        | definitivo |
| D        | Arsenio Robespierri |               | svincolato |
| C        | Flavio Cecconi      | Maceratese    | definitivo |
| C        | Julio Hernandez     |               | svincolato |
| A        | Orlando Fantoni IV  | Palmeiras     | definitivo |
| A        | Romano Penzo        | Brescia       | definitivo |
| A        | Salustiano Vidal    | Independiente | definitivo |

| Cessioni | Cessioni         | Cessioni  | Cessioni   |
| R.       | Nome             | a         | Modalità   |
| -------- | ---------------- | --------- | ---------- |
| P        | Paolo Colucci    |           | svincolato |
| D        | Luigi Cassano    | Sampdoria | definitivo |
| D        | Edoardo Valenti  | Perugia   | definitivo |
| C        | Antonio Sessa    | Triestina | definitivo |
| A        | Bruno Ispiro     | Triestina | definitivo |
| A        | Engelbert Koenig | Sampdoria | definitivo |
| A        | Ennio Modesti    |           | svincolato |

## Risultati

### Serie A

#### Girone di andata
| Arbitro: | Poggipollini (Ferrara) |

|                |           |                               |
| De Andreis 11’ | Marcatori | 21’ Carapellese 54’ Puricelli |

| Arbitro: | Bertolio (Torino) |

|                  |           |  |
| Morisco 35’, 79’ | Marcatori |  |

| Arbitro: | Canavesio (Torino) |

|                |           |  |
| Fantoni IV 28’ | Marcatori |  |

| Napoli 5 ottobre 1947 4ª giornata | Napoli           | 0 – 0 referto | Lazio | Stadio della Liberazione\| Arbitro: \| Coppolone (Bari) \| |
| Arbitro:                          | Coppolone (Bari) |               |       |                                                            |

| Arbitro: | Gamba (Napoli) |

|                |           |  |
| Fantoni IV 67’ | Marcatori |  |

| Arbitro: | Pieri (Trieste) |

|               |           |  |
| Remondini 59’ | Marcatori |  |

| Arbitro: | Zilli (Reggio Emilia) |

|                                  |           |           |
| Brighenti 11’, 18’ Formentin 83’ | Marcatori | 65’ Penzo |

| Arbitro: | Bernardi (Bologna) |

|               |           |                |
| Boniperti 31’ | Marcatori | 73’ Puccinelli |

| Arbitro: | Bellè (Venezia) |

|  |           |            |
|  | Marcatori | 14’ Amadei |

| Arbitro: | Carpani (Milano) |

|                        |           |           |
| Begni 26’ Tosolini 66’ | Marcatori | 87’ Vidal |

| Arbitro: | Valsecchi (Milano) |

|           |           |              |
| Ferri 67’ | Marcatori | 11’ Scudeler |

| Livorno 7 dicembre 1947 12ª giornata | Livorno         | 0 – 0 referto | Lazio | Stadio Comunale\| Arbitro: \| Cicardi (Lecco) \| |
| Arbitro:                             | Cicardi (Lecco) |               |       |                                                  |

| Arbitro: | Gamba (Napoli) |

|                               |           |                                                  |
| Penzo 41’, 48’ Puccinelli 57’ | Marcatori | 44’ (rig.), 52’ (rig.) Pellicari 75’ Tontodonati |

| Bologna 28 dicembre 1947 14ª giornata | Bologna         | 0 – 0 referto | Lazio | Stadio Comunale\| Arbitro: \| Scotto (Savona) \| |
| Arbitro:                              | Scotto (Savona) |               |       |                                                  |

| Arbitro: | Agnolin (Bassano del Grappa) |

|               |           |  |
| Remondini 68’ | Marcatori |  |

| Roma 4 gennaio 1948 16ª giornata | Lazio                  | 0 – 0 referto | Torino | Stadio Nazionale\| Arbitro: \| Poggipollini (Ferrara) \| |
| Arbitro:                         | Poggipollini (Ferrara) |               |        |                                                          |

| Arbitro: | Bernardi (Bologna) |

|                   |           |                      |
| Sperotto 15’, 34’ | Marcatori | 55’ (rig.) Remondini |

| Arbitro: | Bonivento (Venezia) |

|             |           |  |
| Magrini 23’ | Marcatori |  |

| Arbitro: | Camiolo (Milano) |

|                                 |           |           |
| Bollano 4’, 5’ Galassi 35’, 64’ | Marcatori | 52’ Penzo |

| Arbitro: | Bellè (Venezia) |

|                  |           |                |
| Bassetto 8’, 15’ | Marcatori | 81’ De Andreis |

#### Girone di ritorno
| Arbitro: | Zilli (Reggio Emilia) |

|                                                          |           |                       |
| Raccis 15’ Carapellese 56’, 77’ Burini 62’ Annovazzi 82’ | Marcatori | 43’ Cecconi 67’ Penzo |

| Arbitro: | Parpaiola (Padova) |

|                            |           |             |
| Magrini 11’ Penzo 43’, 86’ | Marcatori | 35’ Onorato |

| Arbitro: | Silvano (Torino) |

|                           |           |  |
| Pernigo 4’ Del Medico 49’ | Marcatori |  |

| Roma 7 marzo 1948 25ª giornata | Lazio                        | 0 – 0 referto | Napoli | Stadio Nazionale\| Arbitro: \| Agnolin (Bassano del Grappa) \| |
| Arbitro:                       | Agnolin (Bassano del Grappa) |               |        |                                                                |

| Arbitro: | Boffardi (Genova) |

|             |           |           |
| Bonelli 87’ | Marcatori | 54’ Penzo |

| Arbitro: | Poggipollini (Ferrara) |

|             |           |               |
| Fiorini 54’ | Marcatori | 46’ Gualtieri |

| Arbitro: | Bellè (Venezia) |

|                                          |           |  |
| Cecconi 16’ Puccinelli 81’ Remondini 87’ | Marcatori |  |

| Roma 11 aprile 1948 29ª giornata | Lazio            | 0 – 0 referto | Juventus | Stadio Nazionale\| Arbitro: \| Camiolo (Milano) \| |
| Arbitro:                         | Camiolo (Milano) |               |          |                                                    |

| Arbitro: | Bertolio (Torino) |

|  |           |                            |
|  | Marcatori | 46’ Cecconi 52’ De Andreis |

| Arbitro: | Corallo (Lecce) |

|                            |           |             |
| Magrini 25’ Penzo 58’, 70’ | Marcatori | 42’ Gordini |

| Arbitro: | Gamba (Napoli) |

|                                                        |           |  |
| Fabbri 48’ Schiavi 53’ Korostelev 58’ Astorri 67’, 85’ | Marcatori |  |

| Arbitro: | Scotto (Savona) |

|                                    |           |          |
| Puccinelli 15’ Penzo 40’, 68’, 78’ | Marcatori | 31’ Stua |

| Arbitro: | Massai (Pisa) |

|                         |           |                      |
| Tavellin 38’ Hrotkó 80’ | Marcatori | 83’ (rig.) Remondini |

| Arbitro: | Donati (Milano) |

|                         |           |                      |
| Penzo 37’ Remondini 68’ | Marcatori | 89’ (rig.) Arcari IV |

| Arbitro: | Poggipollini (Ferrara) |

|                                |           |                        |
| Rosellini 19’ Conti 86’ (rig.) | Marcatori | 69’ (aut.) Clocchiatti |

| Arbitro: | Agnolin (Bassano del Grappa) |

|                                              |           |                                           |
| Castigliano 25’, 55’ Gabetto 43’ Mazzola 61’ | Marcatori | 6’ Puccinelli 13’ (aut.) Grezar 22’ Penzo |

| Arbitro: | Matucci (Seregno) |

|                       |           |             |
| Magrini 32’ Penzo 78’ | Marcatori | 27’ Rebuzzi |

| Arbitro: | Longagnani (Modena) |

|                          |           |                     |
| Stradella 26’ Coscia 63’ | Marcatori | 20’, 69’ De Andreis |

| Arbitro: | Tassini (Verona) |

|                                                                          |           |  |
| Acconcia 4’ (aut.) Caciagli 26’ (aut.) Penzo 30’ Cecconi 33’ Magrini 63’ | Marcatori |  |

| Arbitro: | Camiolo (Milano) |

|                                           |           |                                     |
| Puccinelli 24’ De Andreis 40’ Cecconi 67’ | Marcatori | 8’ (aut.) Remondini 59’, 61’ Koenig |

## Statistiche

### Statistiche di squadra
| Competizione | Punti | In casa | In casa | In casa | In casa | In casa | In casa | In trasferta | In trasferta | In trasferta | In trasferta | In trasferta | In trasferta | Totale | Totale | Totale | Totale | Totale | Totale | DR |
| Competizione | Punti | G       | V       | N       | P       | Gf      | Gs      | G            | V            | N            | P            | Gf           | Gs           | G      | V      | N      | P      | Gf     | Gs     | DR |
| ------------ | ----- | ------- | ------- | ------- | ------- | ------- | ------- | ------------ | ------------ | ------------ | ------------ | ------------ | ------------ | ------ | ------ | ------ | ------ | ------ | ------ | -- |
| Serie A      | 39    | 20      | 12      | 6       | 2       | 35      | 15      | 20           | 1            | 7            | 12           | 19           | 40           | 40     | 13     | 13     | 14     | 54     | 55     | -1 |

### Statistiche dei giocatori
Nel computo delle reti realizzate vanno aggiunti 4 autogol a favore.
| Giocatore        | Serie A  | Serie A |
| Giocatore        | Presenze | Reti    |
| ---------------- | -------- | ------- |
| R. Alzani        | 38       | 0       |
| F. Antonazzi     | 21       | 0       |
| C. Brunetti      | 16       | 0       |
| E. Carton        | 6        | 0       |
| F. Cecconi       | 16       | 5       |
| C. De Andreis    | 30       | 6       |
| S. Del Pinto     | 6        | 0       |
| O. Fantoni IV    | 8        | 2       |
| A. Ferri         | 23       | 1       |
| E. Flamini       | 26       | 0       |
| C. Giubilo       | 6        | -11     |
| U. Gradella      | 34       | -44     |
| S. Gualtieri     | 28       | 1       |
| J. Hernandez     | -        | -       |
| U. Lombardini    | 8        | 0       |
| M. Magrini       | 32       | 5       |
| R. Penzo         | 33       | 17      |
| S. Piacentini    | 26       | 0       |
| A. Puccinelli    | 34       | 6       |
| L. Ramella       | 1        | 0       |
| L. Remondini     | 35       | 6       |
| A.R. Robespierri | -        | -       |
| F. Rosi          | 8        | 0       |
| S. Vidal         | 5        | 1       |